# Mateen Cleaves
Mateen Ahmad Cleaves (ur. 7 września 1977 we Flint) – amerykański koszykarz, występujący na pozycji rozgrywającego, analityk koszykarski dla CBS Sports Network.
W 1996 wystąpił w meczu gwiazd amerykańskich szkół średnich - McDonald’s All-American.

## Osiągnięcia
NCAA
- Mistrz NCAA (2000)[2]
- MOP (Most Outstanding Player) NCAA Final Four (2000)[3]
- MOP turnieju Big Ten (1999)[3]
- 2-krotny laureat nagrody – Chicago Tribune Silver Basketball (Big Ten MVP – 1998, 1999)[3]
- 2-krotny Zawodnik Roku Konferencji Big Ten (1998, 1999)[3]
- Zaliczony do[4][3]:
  - I składu:
    - All-American (1999)
    - Big Ten (1998, 1999, 2000)
    - turnieju Big Ten (1999, 2000)
    - NCAA Final Four (2000 przez Associated Press)[5]

  - II składu All-American (1998, 2000)
  - Galerii Sław Sportu Michigan State (2011)[6]
- Uczelnia zastrzegła należący do niego numer (3 lutego 2007)

D-League
- Finalista D-League (2004)[7]
- Zawodnik miesiąca (marzec 2008)[3]
- Zaliczony od składu All-D-League Honorable Mention (2004)[3]

NBA
- Uczestnik Rising Stars Challenge (2001)[3]

Reprezentacja
- Wybrany do składu reprezentacji USA na mistrzostwa świata w 1998 roku, nie wystąpił z powodu kontuzji[8].